# Еммануель Тодд
Емануель Тодд (фр. Emmanuel Todd; нар. 16 травня 1951) — французький історик, антрополог, демограф, соціолог та політолог Національного інституту демографічних досліджень (INED) у Парижі. Його дослідження досліджує різні типи сімей в усьому світі та як існують відповідні вірування, ідеології та політичні системи, а також історичні події, що включають ці речі.

## Життєпис
Народився в Сен-Жермен-ан-Ле, Івелін, Еммануїл Тодд — онук письменника Павла Нізана, сина журналістки Олів'є Тодда, і батька історика Девіда Тодда. Тодд має австрійське єврейське походження. Історик Еммануель Ле Ру Ладорі, який започаткував мікроісторію, був другом родини і дав йому свою першу книгу історії. У 10-річному віці Тодд хотів стати археологом. Він навчався на міжнародному ліцеї де Сен-Жермен-ан-Ле, де був членом комуністичної молоді. Потім він вивчав політологію в Паризькому інституті політичних досліджень і продовжував готувати кандидатську дисертацію з історії Трінітського коледжу Кембриджського університету з Пітером Ласлетом. Він захистив докторську дисертацію про семи селянських спільнотах доіндустріальної Європи. Порівняльне вивчення французьких, італійських та шведських сільських парафій (18 і початку 19 століття) в 1976 році.
Тодд привернув увагу в 1976 році, коли він, у 25-річному віці, передбачив падіння Радянського Союзу, виходячи з таких показників, як підвищення рівня дитячої смертності: фінальний сюжет: The Essay on the Décomposition de la sphère Soviétique (The Final Fall: Essay про декомпозицію радянської сфери).
Потім він час від часу працював в літературній службі «Ле Мод» щодня, а потім повернувся до дослідження, працюючи над гіпотезою про визначення ідеологій та релігійних чи політичних переконань сімейними системами (пояснення ідеології: структура та соціальна система сім'ї, 1983). Потім він написав, серед інших книг — «Винахід Європи» (1990) та «Доля іммігрантів» (1994), в якій він захищав «французьку модель» інтеграції іммігрантів.
Еммануель Тодд виступав проти Маастрихтського договору на референдумі 1992 року. В 1995 році він написав пам'ятку для знаменитого Фонду Сен-Сімона — після цього засоби масової інформації згодом віднесли йому батьківство виразу «перелом громадськості» (соціальна тріщина або соціальний розрив), використовуваного Жаком Шираком під час виборчої кампанії 1995 року, щоб відрізнити себе від суперника Едуарда Балладура. Тодд, однак, відкинув це батьківство і приписував вираз Марселю Гоше.
У «After the Empire: The Breakdown of the American Order» (2001), Тодд стверджує, що багато показників, які він досліджував (економічний, демографічний та ідеологічний), показують, що Сполучені Штати пережили свій статус єдиної наддержави, і що більша частина Решта світу стає «сучасною» (зниження народжуваності тощо) набагато швидше, ніж передбачалося. Суперечливо він пропонує, щоб багато зовнішньополітичних кроків США були спрямовані на те, щоб маскувати те, що він бачить, як надмірність Сполучених Штатів. У своєму аналізі Росія Путіна виявляється, напевно, більш надійним партнером у сучасному світі, ніж США. Книга багато прочитана, хоча багато з його більш оригінальних ідей отримали скептицизм.
Незважаючи на свою опозицію до Маастрихтського договору в 1992 році, Тодд висловився на користь Договору про створення Конституції для Європи на референдумі 2005 року, виступаючи за протекціоністські рамки на європейському рівні для майбутньої політики Союзу.
У «Конвергенції цивілізацій: трансформація мусульманських товариств навколо світу» (2007), написану разом з одним демографом Юсефом Курбаджем, Тодд критикував тезу Самуїла П. Гантінгтона про зіткнення цивілізацій, вказуючи, натомість, на показники зближення стилів життя та в цінностях серед цивілізацій.
Протягом більшої частини цього часу він працював над «Походженням сімейних систем», який він назвав «роботою свого життя». Перший том був опублікований в 2011 році. Він описує, як у дослідженні книги він більше 40 років «читав більше монографій антропології, ніж більшість антропологів». Він назвав цю книгу «завершеною», і лише етап написання його другого і остаточного обсягу залишився.
Його 2015 робота «Qui est Charlie Sociologie d'une crise réligieuse» став його найбільш суперечливим і його найпопулярнішим нарисом. У ній він стверджує, що 11 січня 2015 року події, що демонструють солідарність з жертвами нещодавніх терористичних нападів у Франції, не були вираженням позитивних французьких цінностей, а расистськими та реакційними елементами у Франції. Поліціям цю звинувачувану роботу звинувачують відвернути реальність ісламістського тероризму, тоді як деякі читачі звинувачують його в тому, що вони не підтверджують апріорні аргументи, не розглядаючи інших, більш відповідних політичних чинників. Книга викликала велику і емоційну ворожнечу, включаючи критику прем'єр-міністра Франції Мануеля Вальса. Тодд стверджує, що він написав швидко, частково з фрустрації, а не в чисто академічному стилі, хоча він захищає свою аргументацію в свої десятиліття французького демографічного дослідження.

## Критикування
У After Empire: The Breakdown of American Order Todd запропонував, що напади 11 вересня 2001 року виявили добровільний характер людського рабства. Проте це одкровення не є достатньою підставою для стверджування того, що ера, яку Тодд закликає американця, закінчується. Існують технології управління, які не залежать від суспільних спонукань та сподівань. Стверджується, що імперія — американець. Майкл Гардт і Антоніо Негрі у своїй імперії, стверджуючи, що витоки імперії знаходяться в Європі, а не в Сполучених Штатах. Ця претензія базується на еміграції вчених з Європи в США, особливо з Австрії під час та під час Другої світової війни. Серед таких вчених — Людвіг фон Мізес, Джон фон Нейманн, Оскар Морґенштерн, Фрідріх фон Гаєк та інші. Мілтон Фрідман і Елвін Тоффлер мають європейське походження, оскільки батьки Фрідмана були з Угорському королівстві та батьки Тоффлера з Польщі.

## Котирування
Ідея, що, під приводом демократичної країни, її громадяни, після внутрішніх дебатів, можуть легітимно ухвалити рішення про бомбардування громадян іншої країни, це ідея, яка призведе до вбивства демократії. Сполучені Штати представляють більшу небезпеку для миру, ніж Іран.
Нариси
Завершальне падіння: нарис про розпаду радянської сфери (фінальний випуск: Essays sur la décomposition de la sphère Soviétique), 1976.
Пояснення до ідеології: структура та соціальна система сім'ї, 1985 р., Перекладена Девідом Гарріохом (La Troisième planète, 1983).
Причини прогресу: культура, влада та зміни, 1987 (L'enfance du monde, 1984).
Виготовлення сучасної Франції: ідеологія, політика та культура, 1988 (La Nouvelle France, 1988).
Після імперії: розпад американського ордену (буквально «Розпад американської системи», порівнюючи з назвами 1976 року) (Après l'Empire: essai sur la décomposition du système américain), 2001 р. Французькою мовою, перекладено 2003/2004 рр.
Конвергенція цивілізацій: трансформація мусульманських суспільств у всьому світі, з Юсофом Курбадж, 2007.
Хто Чарлі? Ксенофобія і новий середній клас (Polity Press, 2015) (Qui est Charlie, Sociologie d'une crise religieuse, 2015).
Дурень і пролетаріат (Le Fou et le Prolétaire), Éditions Роберт Лаффонт, Париж, 1979 р. Про еліти Європи до 1914 р., Що призвели до першої світової війни та тоталітаризму.
Винахід Франції (L'Invention de la France), з Ерве Ле Брас (fr), Едіс Плуріель-Хацетес, Париж, 1981.
Винахід Європи (L'invention de l'Europe), 1990.
Доля (Le destin des imigres), 1994.
Економічна ілюзія: нариси про стагнацію розвинених суспільств («Ілюзія економіки», «Економіка стагнації суспільних девіз»), 1998.
Різноманітність світу: сім'я та сучасність (La Diversité du Monde: Famille et modernité), Éditions du Seuil, coll. L'histoire immédiate, Paris, 1999.
Після Демократії (Après la demo-culture), Gallimard.fr, Париж, 2008.
Аллах нэ эт pour rien !, Париж, Le Publieur, колл. Arrêt sur images.net, 2011.
Походження сімейних систем, перший том: Євразія (L'origine des systèmes familiaux, Tome 1: L'Eurasie), Gallimard.fr, Париж, 2011.
Для перекладу його введення (за Гетором Тормосом), vd. тут
Le mystère français, з Hervé Le Bras (fr), Париж, Le Seuil, coll. «La République des idées», Париж, 2013 рік.